# Dinara
Dinara es una montaña ubicada cerca de la frontera entre Croacia, Bosnia y Herzegovina. Su nombre latino es Adrian oros. Se cree que su nombre actual deriva del nombre de una antigua tribu iliria que vivió en la laderas oriental de la montaña.
Dinara se extiende desde el paso de montaña de Derala (965 m), en el noroeste, al paso Privija (1230 m), que queda 20 km al sureste, donde comienza la montaña Kamešnica. El monte Dinara llega a los 10 km de ancho y sus picos más altos son Troglav ("Tres cabezas", 1913 m) y Dinara (1831 m). El pico Dinara parece tener forma de cabeza humana y es el pico más alto de Croacia.
A pesar de que está solo a unas pocas docenas de kilómetros del mar Adriático y es parte del hinterland dálmata, el clima en Dinara no es totalmente mediterráneo. De hecho, Dinara establece la frontera con un clima de montaña mucho más frío. No hay regiones habitadas en la propia montaña y la presencia humana está formada en su mayor parte por pequeñas cabañas que pertenecen a pastores de valles cercanos como el del río Cetina.
Uno de los macizos más fascinantes está en la ladera suroeste. Tiene seis kilómetros de largo, hasta 1700 metros de alto, y proporciona una interesante visión del valle desde las carreteras que lo recorren. El macizo no atrae a muchos escaladores, que suelen optar por subir su pico, Ošljak (1706 m).

## Toponimia
Dinara se conoce por dar nombre a la cordillera Alpes Dináricos o Dinarides. Los Alpes Dináricos se componen de karst, una clase de roca caliza que también se encuentra en la montaña Dinara.

## Bioma
Dinara alberga una especie endémica de roedores, la rata de campo nival balcánica (Dolomys bogdanovi longipedis), conocida en croata como " el ratón de Dinara" (en croata: Dinarski miš), una especie declarada en peligro de extinción.